# Júlia Bányai
Júlia Bányai (n. 1824, Ocna Sibiului, România – d. 1 noiembrie 1883, Cairo, Kedivatul Egiptului⁠(d)) a fost o femeie luptătoare pentru libertate din Transilvania care s-a îmbrăcat în bărbat (folosind numele fostului ei soț Gyula Sárossy). Ea a luptat în Revoluția Maghiară din 1848 (în bătăliile de la Alba Iulia, Jibou, Deva și Cluj) și în alte conflicte care au urmat.

## Biografie
Bányai s-a născut în 1824, tatăl ei a fost un miner sărac de sare din orașul Vizocna (azi Ocna Sibiului) din Transilvania (azi parte a României). O perioadă a lucrat la circul vienez ca o călăreață. După terminarea studiilor, s-a căsătorit cu avocatul și activistul pentru drepturile omului Gyula Sárossy, dar acesta a murit la câteva luni după nuntă din cauza unei boli.

### Anii ca militar
În 1848, Bányai s-a îmbrăcat într-o uniformă de bărbat și s-a înrolat în forțele maghiare folosind actele răposatului ei soț, precum și numele lui, Gyula Sárossy. Curând a fost mutată la Nagyvárad (azi Oradea), unde a staționat cu Batalionul 27 de Gardă și ulterior a fost promovată la gradul de sergent.
Împreună cu câțiva colegi soldați, ea a ajutat la capturarea a 12 vagoane cu alimente în Zalatna (azi Zlatna), care trebuiau să asigure hrana austriecilor. Pentru această ispravă a primit o laudă specială. Au urmat alte fapte de vitejie:
La asediul de la Gyulafehérvár (Alba Iulia), cu ajutorul altor doi, a tras cu urechea și a capturat un ofițer imperial care a venit să spioneze tabăra maghiară. A avut loc o tentativă de salvare a prizonierului de către austrieci, iar Júlia Bányai a suferit două înjunghiuri de baionetă în piept în timpul ciocnirii. Nu știm dacă doctorul le-a spus superiorilor ce a văzut după ce a dezbrăcat-o din haina militară, dar, în orice caz, a fost promovată locotenent pentru curajul ei și s-a întors imediat pe câmpul de luptă. Într-o altă luptă, o schijă de la o grenadă i s-a înfipt în spate și așa s-a trezit în infirmerie luni de zile.
Odată cu revenirea ei în serviciul militar în vara lui 1849, inamicul s-a schimbat de austrieci la ruși. În calitate de comandant al unei trupe, a fost responsabilă cu supravegherea retragerii forțelor armate maghiare. Acum cunoscută ca fiind femeie, ea încă s-a angajat în luptă. Conform înregistrărilor de la acea vreme, „locotenentul Sárossy” a ucis un cazac în lupta corp la corp și i-a reținut pe alții”. Pentru unele misiuni, ea s-a îmbrăcat în haine de femeie, s-a deghizat în dansatoare franceză pentru a-i spiona pe ruși, în altele s-a dat drept vânzătoare de săpun pentru a aduna știri în spatele liniilor inamice. Bányai a strâns atât de multe informații valoroase încât generalul ei comandant, Józef Bem, a onorat-o personal și a promovat-o la gradul de căpitan.

### Anii din Turcia
După înfrângerea în fața Austriei, ea a emigrat în Turcia. Acolo s-a căsătorit cu căpitanul Eduard Matta în 1850 și împreună au călătorit în jurul Imperiului Otoman. Înregistrările arată că cei doi au vizitat orașul Istanbul, peninsula Crimeea și insula Cipru. În 1851-1852 Bányai s-a întors în Transilvania, ca femeie, unde a folosit un alt pseudonim, pentru a participa la răscoala de acolo împotriva regimului neoabsolutist condus de Alexander von Bach. Ea a distribuit afișe și proclamații, dar grupul ei a fost demascat de un spion imperial. Majoritatea colaboratorilor ei au fost capturați și mulți au fost executați, dar Bányai a reușit să scape și a revenit în Turcia în siguranță.

### Anii din Egipt
Odată cu prăbușirea comunității lor maghiare din Turcia, ea s-a mutat împreună cu soțul ei în Egipt și s-a stabilit la Cairo. Acolo au deschis un restaurant (numit Faraonul) și o pensiune maghiară, care au devenit preferatele călătorilor europeni, care erau chestionați pentru a afla știri proaspete despre țara lor.
În 1866 Bányai s-a întors pentru scurt timp în Transilvania, pentru ca fiica ei să-și cunoască țara.
Bányai a murit în Cairo la vârsta de 59 de ani, după care soțul ei s-a întors definitiv în Ungaria. „Fosta călăreață, care a luat armele pentru a-și sluji țara, se odihnește și astăzi undeva în Egipt”.